# Notte sull'acqua
Notte sull'acqua (Night Over Water) è un romanzo di Ken Follett pubblicato nel 1991. La storia si svolge all'interno dello Yankee Clipper, un gigantesco idrovolante della compagnia aerea Pan American e uno dei primi aerei transoceanici della storia, in grado di trasportare i passeggeri dall'Europa all'America in poche ore. Considerato l'aereo più lussuoso e romantico mai costruito, fu sospeso in seguito allo scoppio della seconda guerra mondiale.

## Informazioni
Il romanzo è ambientato nel settembre del 1939, a partire dal giorno in cui l'Inghilterra dichiara guerra alla Germania nazista, su un idrovolante realmente esistito: il Clipper (Boeing 314), con una capienza di 74 persone, disposte su 32 metri che sfrutta la sua apertura alare di 46 metri e di 4 motori Wright Cyclone da 1500 HP. Nel racconto, l'idrovolante compie una rotta da Southampton in Gran Bretagna sino a New York, facendo scalo nelle seguenti tappe: Foynes in Irlanda, Botwood a Terranova, e Shediac nella Baia di Fundy. Tutta la vicenda si svolge nel corso di alcuni giorni precedenti al volo e nelle trenta ore di viaggio, durante le quali le storie dei personaggi s'intrecciano, tra amori, tradimenti e rivalità. Come afferma l'autore all'inizio del libro, si tratta di un immaginario ultimo volo prima che l'aereo più romantico di sempre venga sospeso a causa della guerra.

## Trama

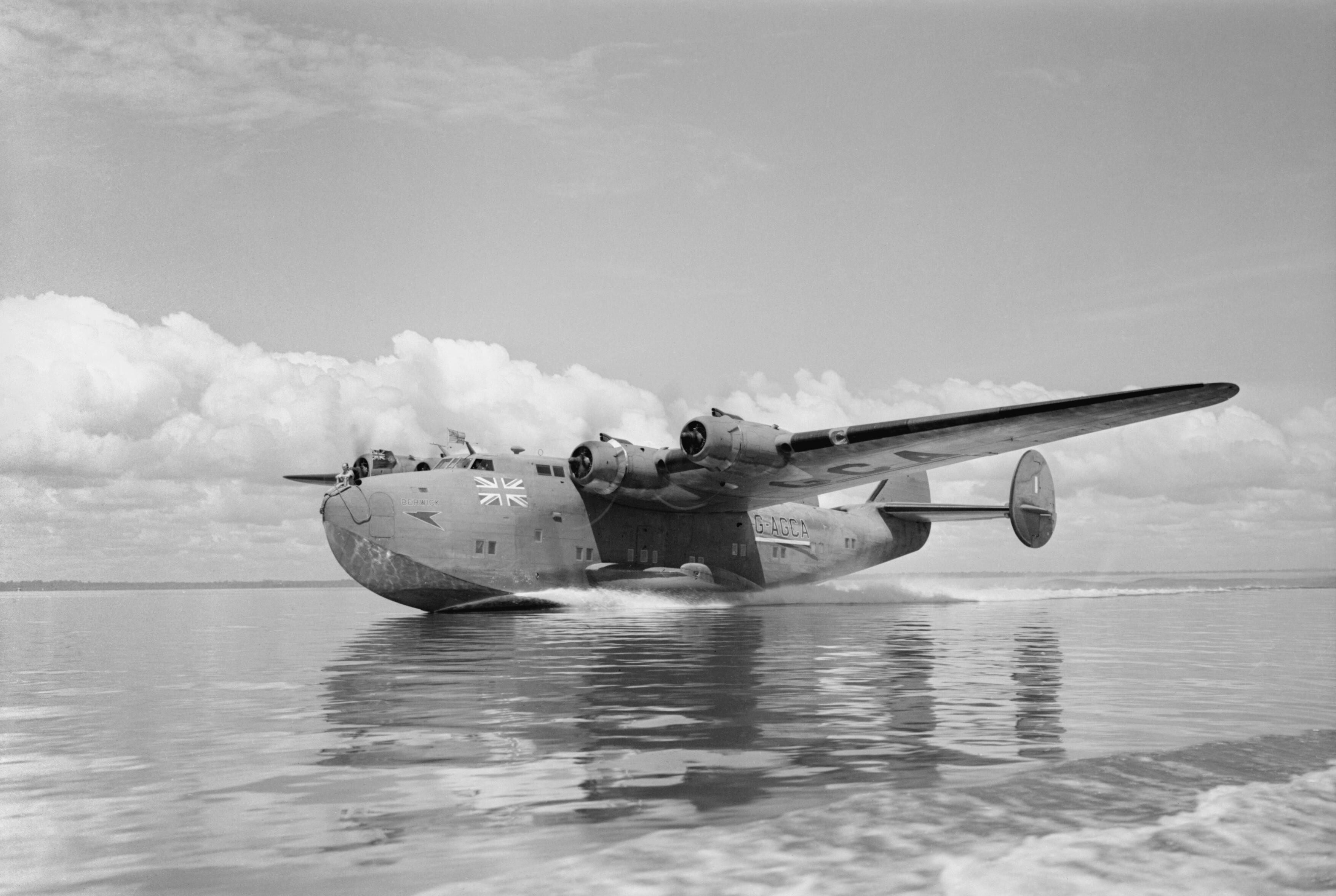
Il modello di un Clipper

La storia ha inizio in Inghilterra allo scoppio della seconda guerra mondiale, con la presentazione di vari personaggi che, per diversi motivi, s'imbarcano sul Clipper per raggiungere il Nordamerica in breve tempo: il fascista Lord Oxenford, per evitare l'arresto per le sue idee politiche, impone alla famiglia di seguirlo, ma le due figlie maggiori, Elizabeth e Margaret, hanno piani diversi: la prima, di convinte idee naziste, intende trasferirsi in Germania, la seconda, d'idee socialiste, sente il dovere di assistere il suo Paese e i più deboli nel momento critico della guerra. Tuttavia, alla fine Margaret non riesce a portare a compimento i suoi propositi, al contrario d'Elizabeth. Il ladruncolo Harry Marks, autore di diversi furti di gioielli ai danni di signore dell'alta società, scoperto dalla polizia, decide di partire per l'America per sfuggire all'arresto. La giovane e bella Diana Lovesey, stanca del monotono ménage coniugale vissuto a Manchester con Mervyn, che la trascura per il lavoro, intende trasferirsi negli Stati Uniti con l'amante americano Mark Alder. Ma quando Mervyn scopre la verità, si precipita a inseguirla. Nancy Lenehan è un'imprenditrice che scopre per caso che il fratello sta per vendere la loro azienda a sua insaputa e deve quindi arrivare quanto prima a New York per impedirlo. 
 Per questi e altri personaggi, la soluzione ai loro problemi è rappresentata dal Clipper, l'idrovolante che in poche ore li porterà dall'altra parte dell'Atlantico. Contemporaneamente il motorista del velivolo, Eddie Deakin, è ricattato da una pericolosa banda di gangster e ciò rischia di mettere a repentaglio il buon esito del volo e la sicurezza dei passeggeri. I gangster sono agli ordini di Tom Luther, un uomo d'affari filo-nazista, incaricato d'impedire la fuga oltreoceano d'uno scienziato ebreo.

## Personaggi principali
- Margaret Oxenford: giovane ragazza appartenente a una nobile famiglia inglese ma totalmente nauseata dai privilegi di classe e dalle disuguaglianze sociali; ha idee socialiste e sogna di rendersi utile arruolandosi nell'esercito femminile britannico, speranzosa che la guerra possa mutare il sistema. Ha un pessimo rapporto col padre, un fascista che detesta gli ebrei. Durante il volo sul Clipper, s'innamora di Harry Marks, affascinata dallo spirito libero e avventuroso del giovane.
- Harold 'Harry' Marks: è un ladruncolo inglese; vive con la madre in un quartiere povero ma riesce a introdursi nell'alta società rubando gioielli ai nobili. Conosce tutti i segreti del mestiere, veste bene e sa esercitare il suo fascino, tanto che tutti lo scambiano per un ragazzo ricco. In seguito a un furto viene però arrestato dalla Polizia e si ritrova in carcere; con l'astuzia riesce a ottenere la libertà su cauzione e, una volta scarcerato, organizza la fuga in America imbarcandosi sul Clipper con un passaporto falso sotto il nome di Harry Vandenpost.
- Nancy Lenehan: industriale statunitense che produce scarpe di buona qualità a basso prezzo; ha ereditato parte dell'azienda dal padre e la gestisce con grande abilità e fiuto per gli affari, ma è in conflitto col fratello Peter, erede di altra parte dell'azienda e presidente che, al contrario di lei, non fa altro che creare danni. Quando per puro caso apprende che Peter ha convocato a sua insaputa una riunione del Consiglio d'Amministrazione per vendere l'azienda a Nat Ridgeway, ex fidanzato di Nancy e ora suo principale concorrente, questa si precipita a imbarcarsi sul Clipper per raggiungere New York quanto prima e sventare il piano. Durante il viaggio s'imbatte in Mervyn Lovesey, all'inseguimento della moglie adultera Diana e, dopo un'iniziale incomprensione, tra i due nasce la passione.
- Mervyn Lovesey: ricco industriale inglese, ha una fabbrica che costruisce eliche. Di circa quarant'anni e di bell'aspetto, è sicuro di sé e molto determinato, tanto che, dopo essere stato tradito e lasciato dalla moglie Diana, decide d'inseguirla sul Clipper. L'incontro con Nancy Lenehan però cambierà le cose.
- Diana Lovesey: ragazza inglese molto bella (nel libro viene paragonata a Lana Turner) ma fortemente insicura e volubile. Non è soddisfatta del rapporto col marito Mervyn, che non le riserva molte attenzioni e accetta così di fuggire con Mark, un americano che ne è l'esatto opposto. Tuttavia, cambia idea ripetutamente e a volte si mostra gelosa del marito.
- Mark Alder: simpatico e intelligente americano che scrive commedie radiofoniche. Durante un viaggio in Inghilterra incontra e s'innamora a prima vista di Diana Lovesey, alla quale propone di andare a vivere con lui in California.

Il simbolo del fascismo britannico

Stella di David

- Lord Oxenford: marchese bigotto, membro di spicco dell'Unione britannica dei fascisti. Sognava che l'Inghilterra diventasse fascista e che Hitler lo nominasse dittatore. È un tipo autoritario e deluso dal fallimento delle sue ambizioni politiche. Dopo lo scoppio della guerra, è costretto a fuggire in America sul Clipper per non essere arrestato e obbliga la sua famiglia a seguirlo.
- Lady Oxenford: bella donna d'origine statunitense, ricca e nobile da sempre, ma completamente sottomessa all'autorità del marito.
- Elizabeth Oxenford: sorella di Percy e Margaret, è l'esatto opposto di quest'ultima; ha idee naziste e adora Hitler, tanto che decide di non partire per l'America col resto della famiglia, preferendo trasferirsi in Germania.
- Percy Oxenford: fratello minore di Elizabeth e Margaret; è molto simpatico e intelligente e si diverte a fare scherzi burlandosi dei familiari e non solo.
- Peter Black: fratello di Nancy Lenehan, prova una profonda rivalità e un forte odio nei suoi confronti e per questo motivo trama nell'ombra per vendere l'azienda di famiglia.
- Nat Ridgeway: direttore d'un'importante azienda di scarpe in concorrenza di Nancy Lenehan.
- Eddie Deakin: motorista del Clipper; da un anno è sposato con l'amata moglie Carol-Ann, in dolce attesa, che però viene rapita da dei gangsters che lo ricattano perché provochi l'ammaraggio dell'idrovolante e favorisca la cattura d'un passeggero.
- Tom Luther: avido industriale americano filo-nazista e pieno d'odio verso comunisti ed ebrei. Ha ricevuto un importante incarico da Hitler in persona. Dirige i gangster per il completamento dell'incarico.
- Carl Hartmann: fisico tedesco d'origini ebree, fugge in America attraverso il Clipper. Obiettivo di Luther e della banda.
- Barone Philippe Gabon: nobile francese che difende le cause degli ebrei e aiuta il fisico Carl Hartmann a fuggire dai nazisti.
- Frank Gordon, alias Frankie Gordino: assassino al servizio del boss mafioso Ray Patriarca; dopo la fuga in Inghilterra, è stato arrestato ed è scortato dall'FBI per l'estradizione negli Stati Uniti attraverso il Clipper.
- Ollis Field: agente dell'FBI che tiene sotto sorveglianza Frank Gordon.
- Clive Membury: agente dei servizi segreti di Scotland Yard, ha l'incarico di proteggere Carl Hartmann.
- Lulu Bell: attrice statunitense molto famosa, amica di Mark Alder.
- Principessa Lavinia Bazarov: nobile russa in fuga dai comunisti.

## Edizioni
- Ken Follett, Notte sull'acqua, traduzione di Roberta Rambelli, Arnoldo Mondadori Editore, 2000,  p. 500, ISBN 978-88-04-37546-3.